# Plenilstvo
Plenilstvo je odnos, med organizem (plenilec) ubije drugega (plen) in ga zaužije. Plenilci in ekosistem imajo od tega koristi, saj s tem ne prihaja do prevelike populacije določene vrste. Veliki plenilci kot so levinje, medvedi in volkovi plenijo predvsem starejše, poškodovane živali in mladiče, medtem ko manjši plenilci kot na primer ježi in netopirji, ubijajo živali ne glede na njihovo stanje. Med plenilce poleg živali spadajo tudi nekatere rastline.